# فيلار سان كوستانزو
فيلار سان كوستانزو هي بلدية (كوميون) في مقاطعة كونيو في منطقة بيدمونت الإيطالية، وتقع على بعد قرابة 70 كيلومتر (43 ميل) جنوب غرب تورينو وقرابة 15 كيلومتر (9 ميل) شمال غرب كونيو. في 31 أغسطس 2007، كان عدد سكانها 1،474 نسمة. تبلغ مساحتها 19.5 كيلومتر مربع (7.5 ميل2). 
تقع فيلار سان كوستانزو على حدود البلديات التالية: بوسكا، درونيرو، روكابرونا.

## المعالم
من المعالم التي يجب رؤيتها في فيلار سان كوستانزو المحمية الطبيعية المعروفة باسم سيسيو ديل فيلار. بني فيها دير في أوائل عام 700 بعد الميلاد. أما كنيسة سان كوستانزو آل مونتي فهي قديمة جدًا، وهي مثال مذهل للعمارة الرومانية القوطية التي يعود تاريخها إلى القرن الثاني عشر. أخذت المدينة اسمها من القديس قسطنطينوس، الذي كان جندياً في الفيلق الطيبي، ويقال أنه قُطع رأسه في المكان الذي بنيت عليه كنيسة سان كوستانزو آل مونتي.

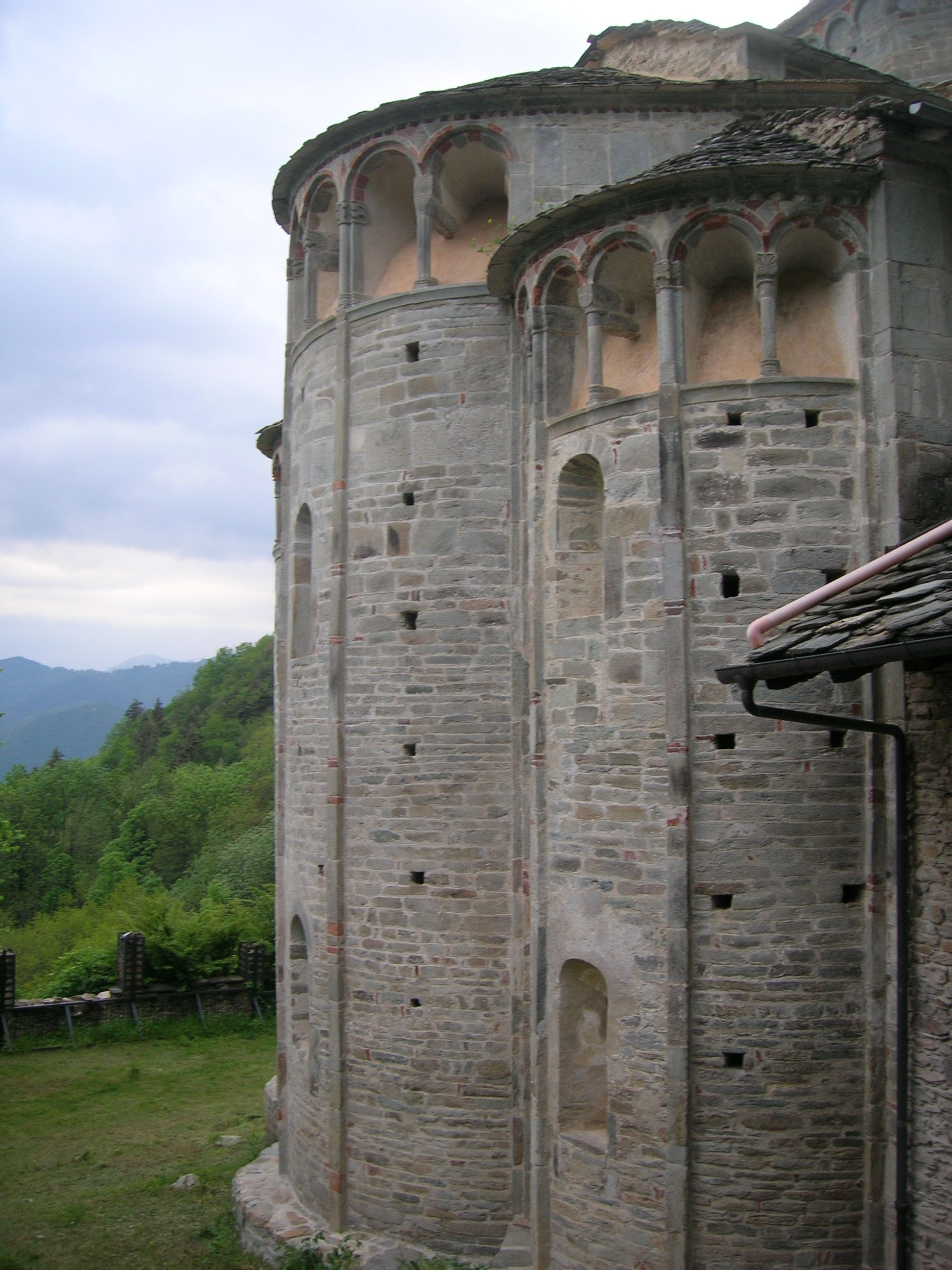
سانتواريو دي سان كوستانزو آل مونتي
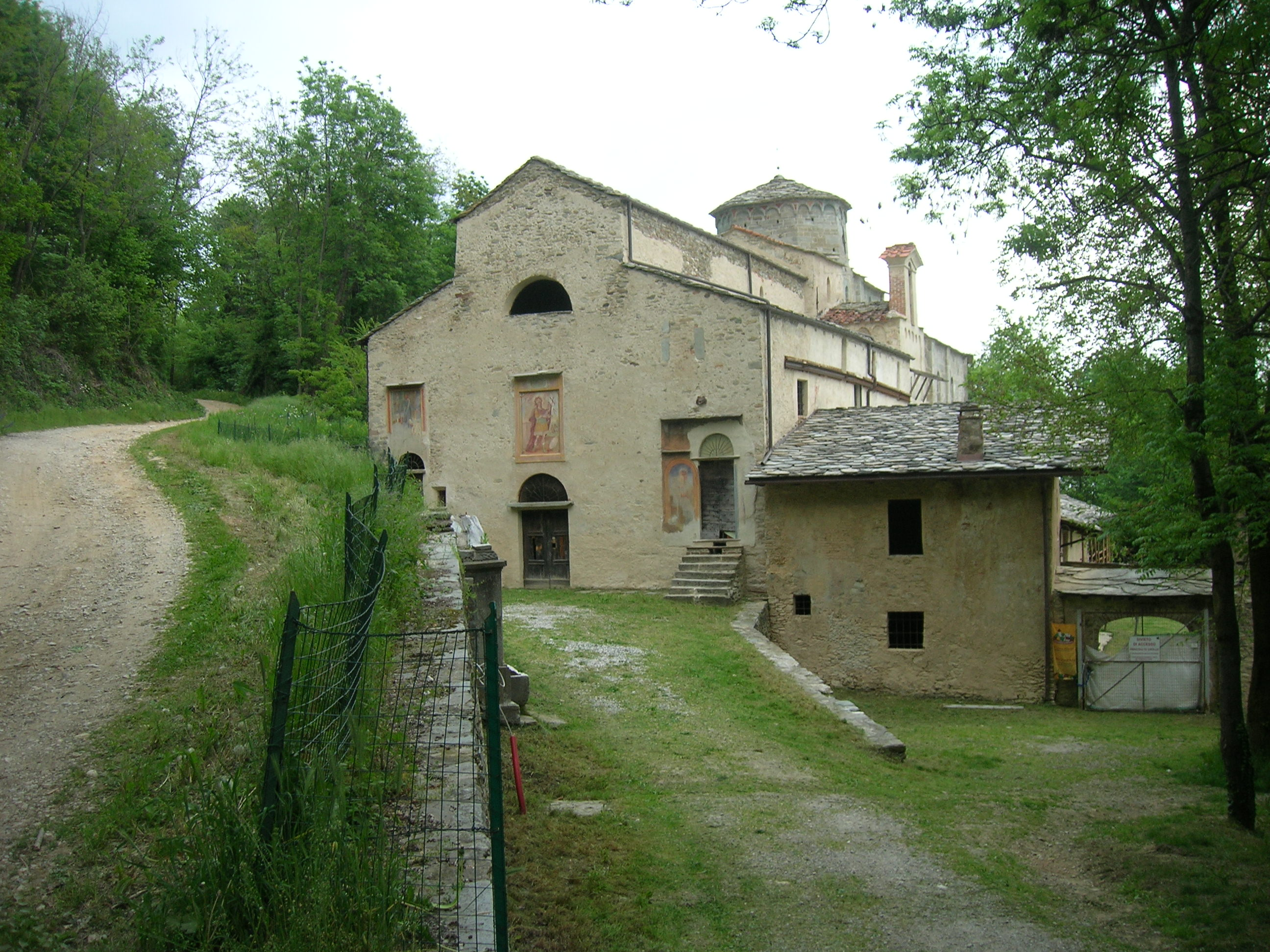
سانتواريو دي سان كوستانزو آل مونتي
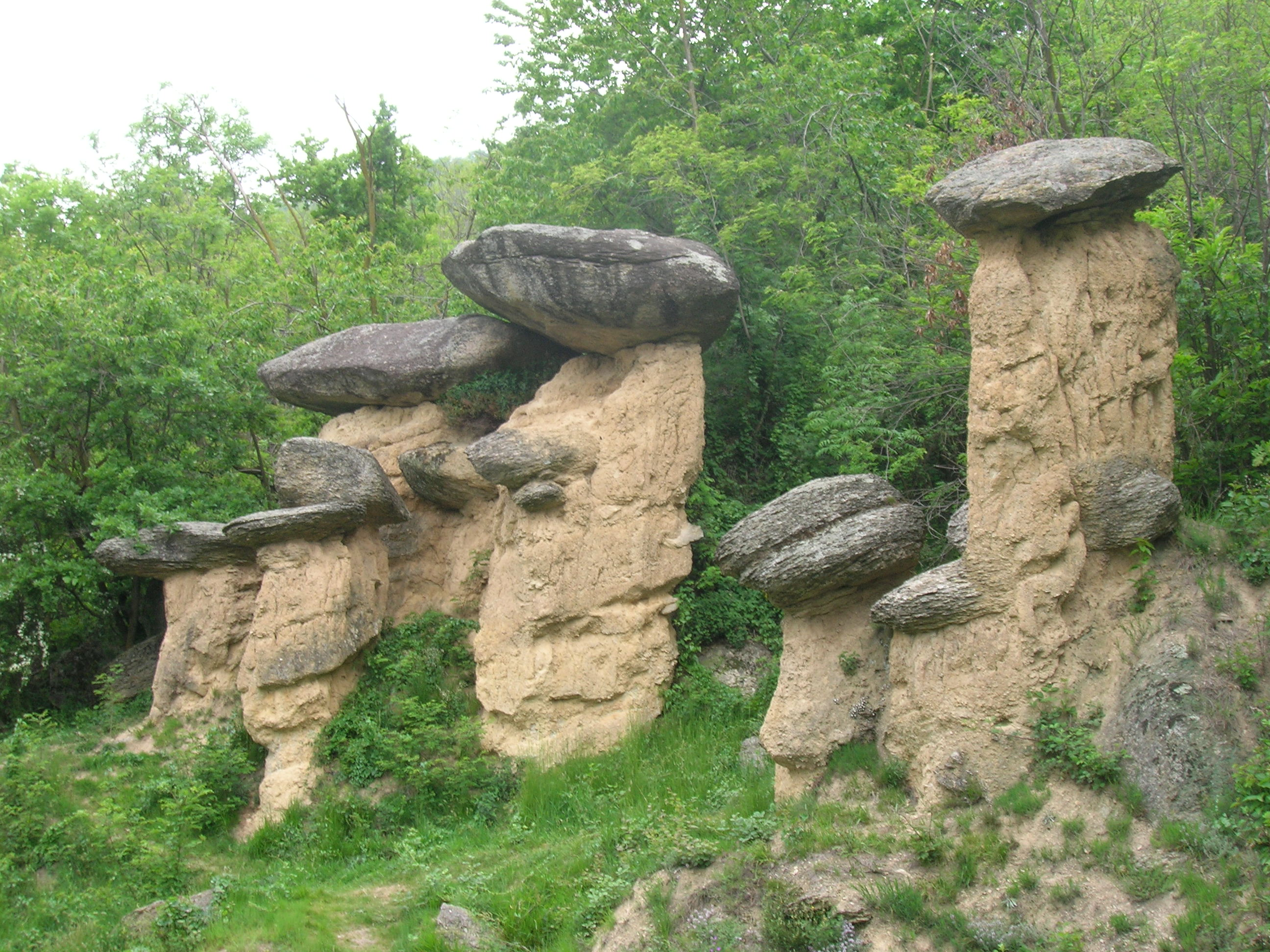
سيسيو ديل فيلار

## المدن التوأم - المدن الشقيقة
فيلار سان كوستانزو مدينة توأم مع:
- روزيير، هوت لوار، فرنسا

## روابط خارجية
- www.comune.villarsancostanzo.cn.it/